# آرامگاه یادمانی سلطنتی کلانتان
آرامگاه یادمانی سلطنتی کلانتان (انگلیسی: Kelantan Royal Mausoleum) یا آرامگاه یادمانی سلطنتی لنگر یک محوطه تدفین سلطنتی است که در کامپونگ لنگر نزدیک کوتا بهارو، کلانتان، مالزی قرار دارد.

## فهرست قبرها
سلطان
- لانگ یونس (درگذشت ۱۷۹۸)
- سلطان محمد یکم (درگذشت ۱۸۳۵)
- سلطان محمد دوم (درگذشت ۱۸۸۶)
- سلطان احمد (درگذشت ۱۸۸۹)
- سلطان محمد سوم (درگذشت ۱۸۹۰)
- سلطان منصور (درگذشت ۱۸۹۹)
- سلطان محمد چهارم (درگذشت ۲۰دسامبر ۱۹۲۰)
- سلطان اسماعیل (درگذشت ۲۰ ژوئن ۱۹۴۴)
- سلطان ابراهیم (درگذشت ۹ ژوئیه ۱۹۶۰)
- سلطان یحیی پترا، ششمین یانگ دی‌پرتوان آگونگ (درگذشت ۲۹ مارس ۱۹۷۹)
- سلطان اسماعیل پترا (۲۸ سپتامبر ۲۰۱۹)[۱]

قبر سلطانه و راجا پرمپوان
- سلطانه زینب بنت محمد امین (درگذشت ۲۳ ژوئیه ۱۹۲۸)
- راجا پرمپوان زینب یکم بنت تنگکو زین‌العابدین (درگذشت ۲۸ سپتامبر ۱۹۸۵)